# Brachyglossina chaspia
Brachyglossina chaspia là một loài bướm đêm trong họ Geometridae.